# John James Rickard Macleod
Pour les articles homonymes, voir Rickard et Macleod.
John James Rickard Macleod (6 septembre 1876 à Clunie dans le Perthshire, Écosse – 16 mars 1935) est un scientifique britannique colauréat, avec Frederick Banting, du prix Nobel de physiologie ou médecine de 1923.

## Biographie
Macleod est né à Clunie dans le Perthshire. Il était le fils du révérend Robert Macleod.
En 1898, il reçoit son diplôme de médecine de l'université d'Aberdeen et il part travailler pendant un an à l'université de Leipzig. En 1899, il devient chargé de travaux pratiques de physiologie à la London Hospital Medical School et en 1902, il est chargé de cours de biochimie dans cette école. En 1903, il devient professeur de physiologie à la Western Reserve University à Cleveland dans l'Ohio aux États-Unis. En 1918, il est élu professeur de physiologie à l'université de Toronto au Canada.
Son travail principal porta sur le métabolisme des glucides et il joua un rôle avec Frederick Banting et Charles Best dans la découverte de l'insuline, qui permit de traiter le diabète. Banting et Macleod reçurent conjointement le prix Nobel de physiologie ou médecine en 1923 « pour la découverte de l'insuline ». Il y a une controverse sur l'absence de Charles Best dans cette récompense.
Macleod a écrit onze ouvrages, dont Recent Advances in Physiology (Avancées récentes en physiologie, 1905),  Diabetes: its Pathological Physiology (Le Diabète : Sa physiologie pathologique, 1925) et Carbohydrate Metabolism and Insulin (Métabolisme des hydrates de carbone et de l'insuline, 1926).
L'auditorium du bâtiment de médecine de l'université de Toronto porte son nom.